# Сингх, Граханандан
Граханандан Нанди (Г. Нанди) Сингх (англ. Grahanandan Nandy (G. Nandy) Singh; 18 февраля 1926, Лайяллпур, Британская Индия — 7 декабря 2014, Нью-Дели, Индия) — индийский хоккеист (хоккей на траве), нападающий. Двукратный олимпийский чемпион 1948 и 1952 годов.

## Биография
Граханандан Сингх родился 18 февраля 1926 года в индийском городе Лайяллпур (сейчас пакистанский город Фейсалабад).
Приобрёл известность, выступая на позиции нападающего в хоккейной команде правительственного колледжа в Лахоре, был её капитаном в 1945—1946 годах.
До 1946 года выступал на университетском уровне, затем — за команду Пенджаба. После разделения Британской Индии на Индию и Пакистан перебрался в Калькутту, играл за Бенгалию.
В 1948 году вошёл в состав сборной Индии по хоккею на траве на Олимпийских играх в Лондоне и завоевал золотую медаль. Играл на позиции нападающего, провёл 2 матча, мячей не забивал.
В 1952 году вошёл в состав сборной Индии по хоккею на траве на Олимпийских играх в Хельсинки и завоевал золотую медаль. Играл на позиции нападающего, провёл 1 матч, мячей не забивал.
В 1949—1958 годах представлял Военно-морские силы Индии (ВМС), был капитаном команды (1952—1954, 1957—1958).
Служил на руководящих должностях в индийских ВМС. Профессиональный военный, Сингх ушёл из ВМС Индии в должности командира. За время военной службы занимал посты секретаря Комитета по спортивному контролю (1970—1974), коменданта Военно-морского училища физической культуры. Был членом Совета управляющих Колледжа физического воспитания и обучения им. Индиры Ганди (1993—1994).
Избирался вице-президентом Азиатской федерации хоккея на траве (1974—1978), заместителем председателя Национального отборочного комитета Индийской федерации хоккея (1981), а затем председателем Национального отборочного комитета Индийской федерации хоккея (1983—1985). Он руководил олимпийской сборной Индии по хоккею на траве 1984 года и организовал множество хоккейных турниров в Индии.
Возглавлял индийскую делегацию на летних Азиатских играх 1970 и 1974 годов, был секретарём технического комитета летних Азиатских игр 1982 года.
Был награждён японской медалью «В честь восшествия на престол императора Сёва».
Увлекался гольфом.
Умер 7 декабря 2014 года в Нью-Дели.